# Xeronema moorei
Xeronema moorei, biljna vrsta iz porodice Xeronemataceae, novokaledonski je endem veoma sličan vrsti X. callistemon.